# Georges Khodr
Georges Khodr (en arabe : جورج خضر), né le 6 juillet 1923, a été métropolite de l'archidiocèse grec-orthodoxe de Byblos et de Batroun de 1970 à 2018.

## Distinctions
- Grand cordon de l'ordre national du Cèdre (1er février 2017)[2]